# Глобстер

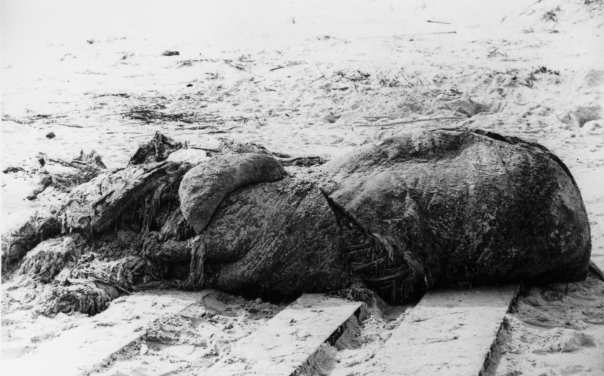
«Чудовисько Сент-Огастіна» — рештки невідомої тварини, які викинуло на берег близько міста Сент-Огастін (Флорида) у 1896 році.

Глобстер (англ. globster) або блоб (англ. blob) — неідентифікована органічна маса, викинута водою на узбережжя океану або іншої водойми. На відміну від звичайних викинутих на берег мертвих тіл, біологічну приналежність глобстерів важко ідентифікувати (принаймні для непідготовлених очевидців), і її точне визначення може викликати дискусії.

## Історія
Неологізм «глобстер» уперше вжив у 1962 році британський криптозоолог Айвен Сендерсон для опису «Тасманійської туші», виявленої у 1960 році, яка «не мала видимих очей, чітко виділеної голови і кісткової структури». Інші джерела використовують менш екзотичне визначення «блоб» (англ. blob — пузир, крапля).
Часто глобстерів початково сприймали як невідомих раніше гігантських головоногих (можливий прототип міфічного кракена) або навіть плезіозаврів, але пізніше виявлялося, що це розкладені трупи китів чи великих акул. Часто рештки являють собою маси китового жиру, вивільненого з розкладених трупів китів. Можливо, деякі неупізнані глобстери дійсно являли собою тіла гігантських кальмарів або подібних тварин, але найвідоміші ідентифіковані глобстери були визначені як рештки китів, рідше — акул (див. нижче).
Нерідко глобстери на момент дослідження були вже настільки розкладеними, що викликали гіпотези про виявлення нового виду. Багато з них не збереглися до наших днів — наприклад, як це сталося з «кадборозавром», виявленим у 1937 році. Однак на сьогодні вченим доступні сучасні технології, що дозволяють з'ясувати, яку саме тварину являла собою загибла істота. Так, дослідження канадськими вченими ДНК «Ньюфаундлендського блобу» визначило його як фрагмент тіла кашалота. У своїй статті дослідники вказують на низку зовнішніх подібностей «Ньюфаундлендського блобу» з іншими глобстерами і роблять висновок про їх спільне походження. Аналіз інших глобстерів дав подібні результати.

## Найвідоміші глобстери

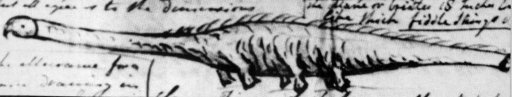
«Стронсейське чудовисько», ескіз.

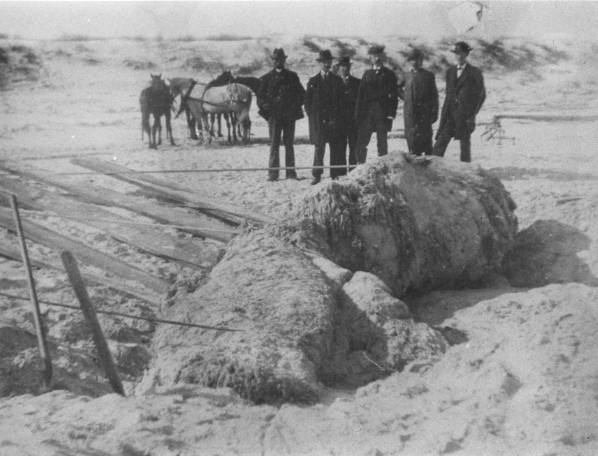
Частково відкопаний з піску труп «Чудовиська Сент-Огастіна».

Нижче наведено у хронологічному порядку перелік тіл, описаних в літературі як глобстери або блоби.
- Стронсейське чудовисько. Виявлене у 1808 році на острові Стронсей (Оркнейські острови). Початково було висловлено гіпотезу, що це раніше не описаний вид, можливо прообраз міфічного «морського змія». Пізніше вчені дійшли висновку, що це — рештки велетенської акули.
- Чудовисько Сент-Огастіна[en]. Виявлене у 1896 році на узбережжі Флориди. Спочатку вважався невідомим видом гігантського восьминогу, пізніше за допомогою порівняльного аналізу тканин під електронним мікроскопом було визначено, що це — фрагмент тіла кита, швидше за все кашалота[4].
- Транко. Виявлене у 1924 році на узбережжі ПАР. За ствердженнями очевидців, цю істоту, схожу на «велику рибу, вкриту хутром», бачили ще живою, коли вона билася з косатками, і що насправді вона лежала на березі не мертвою, а непритомною, і зрештою через кілька діб отямилася і втекла назад до моря. Детального наукового дослідження тоді проведено не було, висловлювалися думки, що це раніше не відомий вид кита, ластоногого, ламантиноподібного тощо. Фотографії дозволяють припустити, що на них — не ціла істота, а лише жир з мертвого тіла кита, розповіді ж «очевидців» про бій з китами і втечу є вигадкою[8].
- Тасманійський глобстер — виявлений на заході Тасманії у 1960 році, ідентифікований як рештки кита[9].
- Новозеландський глобстер — виявлений у 1965 році на узбережжі поблизу міста Окленд (Нова Зеландія), ідентифікований як рештки кита[10].
- Бермудський блоб (Бермудські Острови, 1988) — початково вважався рештками крупної хрящової риби, зрештою за допомогою генетичного аналізу ідентифікований як рештки кита[5].
- Нантакетський блоб (острів Нантакет, штат Массачусетс, США, 1996) — ідентифікований як велика маса китового жиру[5].
- Бермудський блоб II (Бермудські Острови, 1997) — ідентифікований як велика маса китового жиру[5].
- Чилійський блоб (Лос-Муермос, Чилі, 2003) — спочатку припускалося, що це рештки гігантського восьминога, пізніше тест ДНК визначив, що це велика маса жиру кашалота[5].